# Shoot the Runner
Shoot the Runner è un singolo dei Kasabian, il secondo estratto dal loro album Empire, pubblicato il 6 novembre 2006.

## Video musicale
Il video, diretto dal duo Alex & Martin, vede i Kasabian rappresentati con la tecnica rotoscope suonare il brano.

## Utilizzo nei media
Il brano è stato inserito nei videogiochi Guitar Hero III: Legends of Rock, Rock Band e Saints Row 2. Inoltre fa parte della colonna sonora del film Il peggior allenatore del mondo.

## Tracce
Testi e musiche di Sergio Pizzorno.
CD
- PARADISE42

1. Shoot the Runner (Clean Version) – 3:27
2. Shoot the Runner (Album Version) – 3:28

- PARADISE43

1. Shoot the Runner (Album Version) – 3:28
2. Pictures of Matchstick Men (Status Quo Cover) – 4:08

Vinile 7"
- PARADISE45

1. Shoot the Runner – 3:26
2. Shoot the Runner (Shakes Remix) – 7:13

DVD
- PARADISE46

1. Shoot the Runner – 3:27
2. Stay Away from the Brown Acid (Part 1) – 3:24
3. Shoot the Runner (Live 4 Music Presents) – 3:40
4. Shoot the Runner (Video) – 3:21
5. Shoot the Runner (Video Pre Animation) – 0:14

## Formazione
Kasabian
- Tom Meighan – voce
- Sergio Pizzorno – voce, chitarra, tastiera, sintetizzatore, programmazione
- Chris Edwards – basso
- Ian Matthews – batteria, percussioni

Altri musicisti
- Nick Attwood – trombone
- Craig Crofton – sassofono

## Classifiche
| Classifica (2007) | Posizione massima |
| ----------------- | ----------------- |
| Regno Unito       | 17                |